# 里安納度·烏路亞
荷西·里安納度·烏路亞·费尔南德斯（西班牙語：José Leonardo Ulloa Fernández，發音：[xoˈse leoˈnaɾðowˈʎoa feɾˈnandes]；1986年7月26日—），阿根廷職業足球員，司職前鋒，現於西乙球會巴列卡诺。
烏路亞在C.A.I.展開職業足球生涯，於2005年加盟聖羅倫素，其後轉戰西班牙先後效力卡斯迪倫和艾美利亞，並隨後者徵戰西甲，並成為2012年的神射手。
2013年，烏路亞赴英格蘭發展，加盟布莱顿，翌年加盟莱斯特城。

## 足球生涯

### 早年
烏路亞出生於羅卡將軍市，並於2002年出道，效力阿乙球隊C.A.I.。2005年他轉會至阿甲球會聖羅倫素，並隨隊贏得2006/07球季次循環聯賽冠軍。
不久後，他便轉會至沙蘭迪兵工廠。2008年夏天，他短暫效力奧林普後，轉戰西乙球會卡斯迪倫，與C.A.I.的前隊友塔巴利斯重逢。他在首個聯賽球季攻入16球，成為隊中首席射手並位列射手榜第六名。

### 艾美利亞
烏路亞在2009/10球季繼續保持穩定表現，但卡斯迪倫最終排在聯賽包尾而降班收場。2010年6月他加盟同國球會艾美利亞，簽約五年。
9月13日，在他為新球隊上陣的第二場正式賽事，他憑藉個人能力為球隊絕殺，助球隊在西甲以2:2逼和皇家蘇斯達。一個月後，他在西班牙盃32強再次遇上皇蘇，在最後二十分鐘梅開二度下，助球隊從落後0:2絕地反勝3:2。
2010年12月22日，烏路亞再次在盃賽取得亮眼表現，他在對馬略卡的首回合賽事中大演帽子戲法並交出一個助攻，助球隊以4:3取勝，後來球隊以總比數8:6晉級。2011年1月16日，他攻入個人在聯賽的第五球，在對皇家馬德里的賽事中接應隊友皮亞堤的助攻破門，助球隊以1:1逼和該支西班牙班霸。
烏路亞成為2011/12球季神射手，但艾美利亞最終只取得第七名，未能在降班後重新取得升班資格。

### 白禮頓

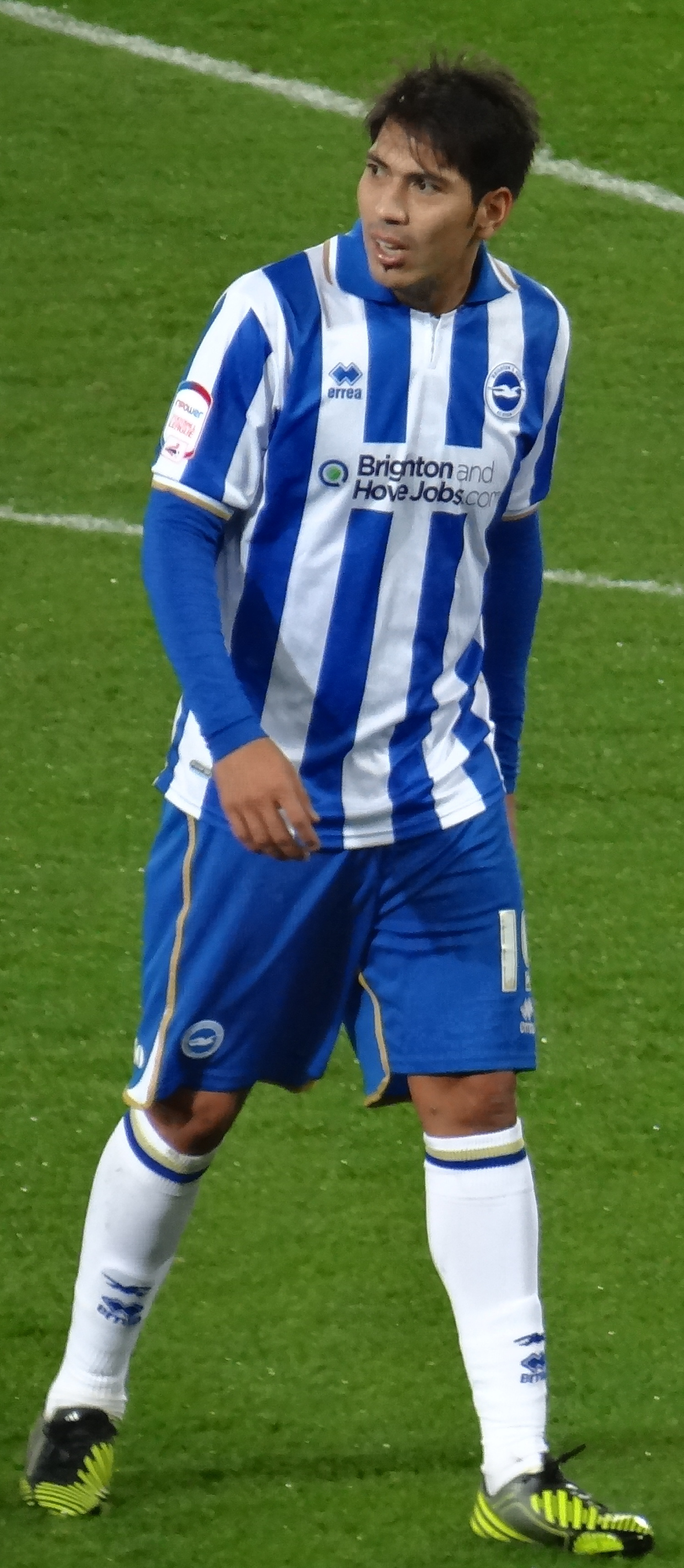
2013年的烏路亞效力白禮頓

2013年1月16日，烏路亞加盟英冠球會白禮頓，合約為期四年半，轉會費未公開但外界估計為二百萬英鎊。十日後他在主場2:3不敵阿仙奴的英足盃賽事取得首個入球。
2013年3月2日，烏路亞成為首位在法馬球場上演帽子戲法的球員，助球隊大勝哈特斯菲爾德4:1。兩星期後，他在主場對水晶宮的賽事梅開二度，助球隊以3:0取勝，這場勝仗更是球隊至1988年首次擊敗水晶宮，領隊普耶形容他的級數超班，在同月30日他延續其入球紀錄，在作客2:2戰和諾定咸森林的賽事攻入其12場以來的第九個入球。
2013年4月27日的英冠，烏路亞為球隊在88分鐘頭槌建功，助球隊2:1擊敗列斯聯，鎖定附加賽席位。在翌季，他在2014年5月3日再次透過頭槌絕殺，反勝森林2:1，為球隊贏得附加賽資格。

### 李斯特城
2014年7月22日，烏路亞以破隊史紀錄的800萬鎊轉會至李斯特城，簽約四年，獲發23號球衣。8月16日主場對愛華頓的賽事首次亮相英超，他在22分鐘取得入球為球隊扳平，最終球隊在兩度落後下以2:2逼和對手。8月31日，即他在李斯特城的第三場比賽取得加盟的第二個入球，助球隊以1:1逼和阿仙奴，並在對史篤城的賽事一戰定江山，為球隊贏得球季的首場勝利。
2014年9月21日，烏路亞在球隊主場以5:3擊敗曼聯一戰中梅開二度。經歷長達9場的入球荒之後，他終在對阿士東維拉一戰入球，但球隊仍以1:2落敗。
2015年1月，烏路亞在英足盃對紐卡素取得全場唯一入球，助球隊淘汰對方晉級，在下一圈亦為球隊破門而淘汰熱刺並晉級至第五圈。4月18日，他在對史雲斯的聯賽攻入其於2015年的首個聯賽入球，助球隊以2:0勝出，並令球隊自2014年11月以來首次擺脫榜末位置，兩週後，他在3:0擊敗紐卡素一戰取得兩個入球，為球隊贏得近六場賽事的第五場勝利，最終球隊在季尾的大爆發之下，提前兩輪宣布護級成功，保住英超席位。

## 國家隊生涯
在2014年下半年，烏路亞收到來自智利足球隊時任主教練邀請代表智利出賽， 但被他拒絕。

## 個人生活
烏路亞的名字出現在巴拿馬文件，,a 2016 leak of offshore accounts used for 逃稅。在2008年， while at San Lorenzo, he ceded his economic and image rights to Jump Drive Sports Rights LLC, registered in New York in the name of two companies registered in Samoa. The director of the company was José Manuel García Osuna, later majority shareholder of Castellón, who at the time of the leak was being tried for fraud.

## 俱樂部數據
最後更新：直至2016年3月1日
| 俱乐部       | 賽季     | 聯賽     | 聯賽 | 聯賽 | 盃賽 | 盃賽 | 英格蘭聯賽盃 | 英格蘭聯賽盃 | 其他[A] | 其他[A] | 總計 | 總計 |
| 俱乐部       | 賽季     | 組別     | 上場 | 進球 | 上場 | 進球 | 上場         | 進球         | 上場    | 進球    | 上場 | 進球 |
| ------------ | -------- | -------- | ---- | ---- | ---- | ---- | ------------ | ------------ | ------- | ------- | ---- | ---- |
| C.A.I.       | 2002–03  | 阿乙     | 2    | 0    | —    | —    | —            | —            | —       | —       | 2    | 0    |
| C.A.I.       | 2003–04  | 阿乙     | 5    | 1    | —    | —    | —            | —            | —       | —       | 5    | 1    |
| C.A.I.       | 总计     | 总计     | 7    | 1    | —    | —    | —            | —            | —       | —       | 7    | 1    |
| 聖羅倫素     | 2004–05  | 阿甲     | 0    | 0    | —    | —    | —            | —            | —       | —       | 0    | 0    |
| 聖羅倫素     | 2005–06  | 阿甲     | 12   | 1    | —    | —    | —            | —            | —       | —       | 12   | 1    |
| 聖羅倫素     | 2006–07  | 阿甲     | 19   | 2    | —    | —    | —            | —            | —       | —       | 19   | 2    |
| 聖羅倫素     | 总计     | 总计     | 31   | 3    | —    | —    | —            | —            | —       | —       | 31   | 3    |
| 萨兰迪阿森纳 | 2007–08  | 阿甲     | 12   | 3    | —    | —    | —            | —            | —       | —       | 12   | 3    |
| 萨兰迪阿森纳 | 总计     | 总计     | 12   | 3    | —    | —    | —            | —            | —       | —       | 12   | 3    |
| 奥林波       | 2007–08  | 阿甲     | 14   | 3    | —    | —    | —            | —            | —       | —       | 14   | 3    |
| 奥林波       | 总计     | 总计     | 14   | 3    | —    | —    | —            | —            | —       | —       | 14   | 3    |
| CD卡斯特利翁 | 2008–09  | 西乙     | 40   | 16   | 0    | 0    | —            | —            | —       | —       | 40   | 16   |
| CD卡斯特利翁 | 2009–10  | 西乙     | 38   | 15   | 0    | 0    | —            | —            | —       | —       | 38   | 15   |
| CD卡斯特利翁 | 總計     | 總計     | 78   | 31   | 0    | 0    | —            | —            | —       | —       | 78   | 31   |
| 阿爾梅里亞   | 2010–11  | 西甲     | 34   | 7    | 6    | 6    | —            | —            | —       | —       | 40   | 13   |
| 阿爾梅里亞   | 2011–12  | 西乙     | 38   | 28   | 2    | 1    | —            | —            | —       | —       | 40   | 29   |
| 阿爾梅里亞   | 2012–13  | 西乙     | 18   | 4    | 4    | 2    | —            | —            | —       | —       | 22   | 6    |
| 阿爾梅里亞   | 总计     | 总计     | 90   | 39   | 12   | 9    | —            | —            | —       | —       | 102  | 48   |
| 布莱顿       | 2012–13  | 英冠     | 17   | 9    | 1    | 1    | 0            | 0            | 2       | 0       | 20   | 10   |
| 布莱顿       | 2013–14  | 英冠     | 33   | 14   | 2    | 2    | 1            | 0            | 2       | 0       | 38   | 16   |
| 布莱顿       | 總計     | 總計     | 50   | 23   | 3    | 3    | 1            | 0            | 4       | 0       | 58   | 26   |
| 莱斯特城     | 2014–15  | 英超     | 37   | 11   | 3    | 2    | 0            | 0            | —       | —       | 40   | 13   |
| 莱斯特城     | 2015–16  | 英超     | 21   | 3    | 2    | 0    | 2            | 0            | —       | —       | 25   | 3    |
| 莱斯特城     | 總計     | 總計     | 58   | 14   | 5    | 2    | 2            | 0            | —       | —       | 65   | 16   |
| 生涯總計     | 生涯總計 | 生涯總計 | 336  | 114  | 20   | 14   | 3            | 0            | 4       | 0       | 363  | 129  |

A. ^  "其他"包含英格蘭聯賽組別淘汰賽的上场和进球。

## 榮譽

### 球會
聖羅倫素
- 阿甲：2006/07球季次循環冠軍

沙蘭迪兵工廠
- 南美球會盃：2007年

李斯特城
- 英格蘭足球超級聯賽冠軍：2015/16年

### 個人
艾美利亞
- 西乙：2011/12球季神射手

## 外部連結
- 阿根廷聯賽數據 （西班牙文）
- BDFutbol個人資料 （页面存档备份，存于）
- 足球数据库：里安納度·烏路亞的球员统计数据
- Soccerway個人資料 （页面存档备份，存于）